# Pont-Scorff
Pont-Scorff (tiếng Breton: Pont-Skorf) là một xã ở tỉnh Morbihan trong vùng Bretagne tây bắc Pháp. Xã này có diện tích 23,5 km², dân số năm 1999 là 2623 người. Khu vực này có độ cao từ 2-72 mét trên mực nước biển.
Cư dân của Pont-Scorff danh xưng trong tiếng Pháp là Scorvipontains hoặc Scorffipontais.

## Tiếng Bretagne
Xã này đã phát động một kế hoạch song ngữ thông qua Ya d’ar brezhoneg ngày 22 tháng 2 năm 2008.
Năm 2007, có 10,3% trẻ em học trường song ngữ ở cấp tiểu học.